# Llista de topònims d'Orís
Llista de topònims (noms propis de lloc) del municipi d'Orís, a Osona
Informació actualitzada per un bot. Els canvis manuals es perdran quan s'actualitzi!

## castell
| imatge | Nom                | Ubicat a | instància de | Detalls | coordenades                                               | Protecció                                            | Commons (més fotos) | Dades a WD                    |
| ------ | ------------------ | -------- | ------------ | ------- | --------------------------------------------------------- | ---------------------------------------------------- | ------------------- | ----------------------------- |
|        | Castell d'Orís     | Orís     | castell      |         | 42° 03′ 31″ N, 2° 13′ 21″ E / 42.0586°N,2.2225°E 751 msnm | bé d'interès cultural bé cultural d'interès nacional | Castell d'Orís      | Modifica les dades a Wikidata |
|        | Castell de Saderra | Orís     | castell      |         | 42° 05′ 07″ N, 2° 14′ 21″ E / 42.085354°N,2.239252°E      | bé d'interès cultural bé cultural d'interès nacional |                     | Modifica les dades a Wikidata |

## curs d'aigua
| imatge | Nom               | Ubicat a                                  | instància de               | Detalls                                                 | coordenades                                                                                             | Protecció | Commons (més fotos) | Dades a WD                    |
| ------ | ----------------- | ----------------------------------------- | -------------------------- | ------------------------------------------------------- | --- | --------- | ------------------- | ----------------------------- |
|        | Ter               | Ripollès Osona Selva Gironès Baix Empordà | curs d'aigua riu principal | Desemboca: mar Mediterrània Llarg: 208km Conca: 3010km² | 42° 25′ 40″ N, 2° 15′ 24″ E / 42.427778°N,2.256667°E 42° 01′ 24″ N, 3° 11′ 31″ E / 42.02347°N,3.19187°E |           | Ter River           | Modifica les dades a Wikidata |
|        | torrent de l'Illa | Orís Sant Quirze de Besora                | curs d'aigua               | Desemboca: Ter                                          | 42° 05′ 32″ N, 2° 14′ 14″ E / 42.09234709793421°N,2.237327098846436°E                                   |           |                     | Modifica les dades a Wikidata |

## entitat singular de població
| imatge | Nom               | Ubicat a | instància de                                                 | Detalls | coordenades                                                                 | Protecció | Commons (més fotos) | Dades a WD                    |
| ------ | ----------------- | -------- | ------------------------------------------------------------ | ------- | --------------------------------------------------------------------------- | --------- | ------------------- | ----------------------------- |
|        | Can Branques      | Orís     | entitat singular de població capital municipal               | 205 hab | 42° 03′ 29″ N, 2° 14′ 20″ E / 42.05813°N,2.23899°E 571 msnm                 |           |                     | Modifica les dades a Wikidata |
|        | Saderra           | Orís     | entitat singular de població ens local històric de Catalunya | 58 hab  | 42° 05′ 00″ N, 2° 14′ 14″ E / 42.083226965651°N,2.2371808102407°E 605 msnm  |           |                     | Modifica les dades a Wikidata |
|        | Sant Genís d'Orís | Orís     | entitat singular de població ens local històric de Catalunya | 61 hab  | 42° 03′ 32″ N, 2° 13′ 10″ E / 42.058930499234°N,2.21938745546143°E 688 msnm |           |                     | Modifica les dades a Wikidata |
|        | la Colònia Imbern | Orís     | entitat singular de població                                 | 13 hab  | 42° 03′ 25″ N, 2° 14′ 43″ E / 42.0568726°N,2.245245232°E 514 msnm           |           |                     | Modifica les dades a Wikidata |
|        | la Mambla d'Orís  | Orís     | entitat singular de població                                 | 12 hab  | 42° 04′ 27″ N, 2° 14′ 28″ E / 42.0741972222°N,2.24119722222°E 527 msnm      |           |                     | Modifica les dades a Wikidata |

## església
| imatge | Nom                    | Ubicat a | instància de     | Detalls                                  | coordenades                                                                         | Protecció                                  | Commons (més fotos) | Dades a WD                    |
| ------ | ---------------------- | -------- | ---------------- | ---------------------------------------- | ----------------------------------------------------------------------------------- | ------------------------------------------ | ------------------- | ----------------------------- |
|        | Mare de Déu de Gràcia  | Orís     | església capella |                                          | 42° 04′ 15″ N, 2° 14′ 19″ E / 42.070930793735°N,2.23870218313039°E                  |                                            |                     | Modifica les dades a Wikidata |
|        | Sant Genís d'Orís      | Orís     | església         | Estil: arquitectura popular 18th century | 42° 03′ 35″ N, 2° 13′ 14″ E / 42.059811°N,2.220446°E 706 msnm                       | bé integrant del patrimoni cultural català | Sant Genís d'Orís   | Modifica les dades a Wikidata |
|        | Sant Marcel de Saderra | Orís     | església capella |                                          | 42° 05′ 08″ N, 2° 14′ 22″ E / 42.0854718434468°N,2.2393988920767°E ca:Masia Saderra |                                            |                     | Modifica les dades a Wikidata |

## font
| imatge | Nom                   | Ubicat a | instància de | Detalls | coordenades                                                         | Protecció | Commons (més fotos) | Dades a WD                    |
| ------ | --------------------- | -------- | ------------ | ------- | ------------------------------------------------------------------- | --------- | ------------------- | ----------------------------- |
|        | font de les Donzelles | Orís     | font         |         | 42° 03′ 11″ N, 2° 11′ 00″ E / 42.0529250206306°N,2.18341257465625°E |           |                     | Modifica les dades a Wikidata |
|        | font dels Plàtans     | Orís     | font         |         | 42° 05′ 03″ N, 2° 15′ 02″ E / 42.08421516297°N,2.2504684739135°E    |           |                     | Modifica les dades a Wikidata |

## granja
| imatge | Nom                   | Ubicat a | instància de | Detalls | coordenades                                                         | Protecció | Commons (més fotos) | Dades a WD                    |
| ------ | --------------------- | -------- | ------------ | ------- | ------------------------------------------------------------------- | --------- | ------------------- | ----------------------------- |
|        | Granges de les Feixes | Orís     | granja       |         | 42° 03′ 07″ N, 2° 11′ 37″ E / 42.0519250302641°N,2.19356421868367°E |           |                     | Modifica les dades a Wikidata |
|        | Granja de Fontferri   | Orís     | granja       |         | 42° 03′ 15″ N, 2° 13′ 51″ E / 42.054054033069°N,2.23080692679182°E  |           |                     | Modifica les dades a Wikidata |

## masia
| imatge | Nom                      | Ubicat a | instància de | Detalls                                  | coordenades                                                                                      | Protecció                                  | Commons (més fotos) | Dades a WD                    |
| ------ | ------------------------ | -------- | ------------ | ---------------------------------------- | ------------------------------------------------------------------------------------------------ | ------------------------------------------ | ------------------- | ----------------------------- |
|        | Angelats                 | Orís     | masia        |                                          | 42° 04′ 24″ N, 2° 13′ 11″ E / 42.0734416832079°N,2.21964484351624°E                              |                                            |                     | Modifica les dades a Wikidata |
|        | Bajalou                  | Orís     | masia        | Estil: arquitectura popular              | 42° 04′ 26″ N, 2° 13′ 32″ E / 42.073954°N,2.225477°E                                             | bé integrant del patrimoni cultural català |                     | Modifica les dades a Wikidata |
|        | Bellforn                 | Orís     | masia        |                                          | 42° 03′ 30″ N, 2° 14′ 00″ E / 42.0584395382575°N,2.23340076522567°E                              |                                            |                     | Modifica les dades a Wikidata |
|        | Ca l'Andreu              | Orís     | masia        |                                          | 42° 05′ 01″ N, 2° 14′ 12″ E / 42.0834902097596°N,2.23665385291354°E                              |                                            |                     | Modifica les dades a Wikidata |
|        | Cal Pontet               | Orís     | masia        |                                          | 42° 03′ 34″ N, 2° 14′ 08″ E / 42.0594355963235°N,2.23555215439167°E                              |                                            |                     | Modifica les dades a Wikidata |
|        | Can Baina                | Orís     | masia        |                                          | 42° 04′ 30″ N, 2° 14′ 16″ E / 42.0750325242485°N,2.23791574412295°E                              |                                            |                     | Modifica les dades a Wikidata |
|        | Can Boixader             | Orís     | masia        |                                          | 42° 03′ 28″ N, 2° 14′ 08″ E / 42.0578148792948°N,2.23561993560022°E                              |                                            |                     | Modifica les dades a Wikidata |
|        | Can Carriel              | Orís     | masia        |                                          | 42° 04′ 07″ N, 2° 13′ 31″ E / 42.068736946003°N,2.2252668117173°E                                |                                            |                     | Modifica les dades a Wikidata |
|        | Can Feliu                | Orís     | masia        |                                          | 42° 03′ 16″ N, 2° 12′ 44″ E / 42.0544592227271°N,2.21220334851065°E                              |                                            |                     | Modifica les dades a Wikidata |
|        | Can Genera               | Orís     | masia        |                                          | 42° 05′ 22″ N, 2° 13′ 49″ E / 42.0893734142343°N,2.23021107235257°E                              |                                            |                     | Modifica les dades a Wikidata |
|        | Can Joan Pau             | Orís     | masia        |                                          | 42° 03′ 30″ N, 2° 14′ 48″ E / 42.0584008475597°N,2.24659878333098°E                              |                                            |                     | Modifica les dades a Wikidata |
|        | Can Marçal               | Orís     | masia        | Estil: arquitectura popular 18th century | 42° 03′ 35″ N, 2° 13′ 16″ E / 42.059652°N,2.221167°E ca:Al peu del castell d'Orís 707 msnm       | bé integrant del patrimoni cultural català | Can Marçal (Orís)   | Modifica les dades a Wikidata |
|        | Can Puigmeló             | Orís     | masia        |                                          | 42° 03′ 12″ N, 2° 12′ 29″ E / 42.0532245970791°N,2.2081702385154°E                               |                                            |                     | Modifica les dades a Wikidata |
|        | Can Quelet               | Orís     | masia        |                                          | 42° 02′ 12″ N, 2° 11′ 02″ E / 42.0367346107749°N,2.18387359794057°E                              |                                            |                     | Modifica les dades a Wikidata |
|        | Can Reixac               | Orís     | masia        |                                          | 42° 04′ 06″ N, 2° 12′ 02″ E / 42.0684474134712°N,2.20064392196771°E                              |                                            |                     | Modifica les dades a Wikidata |
|        | Can Sangles              | Orís     | masia        |                                          | 42° 04′ 41″ N, 2° 13′ 58″ E / 42.0780688459394°N,2.23268097201976°E                              |                                            |                     | Modifica les dades a Wikidata |
|        | Can Sau                  | Orís     | masia        |                                          | 42° 03′ 36″ N, 2° 14′ 42″ E / 42.0600928565322°N,2.24504386042498°E                              |                                            |                     | Modifica les dades a Wikidata |
|        | Comerma                  | Orís     | masia        |                                          | 42° 03′ 55″ N, 2° 13′ 35″ E / 42.065142837627°N,2.2265191958447°E                                |                                            |                     | Modifica les dades a Wikidata |
|        | Fontferri                | Orís     | masia        |                                          | 42° 03′ 24″ N, 2° 14′ 00″ E / 42.0567908367038°N,2.23332391188693°E                              |                                            |                     | Modifica les dades a Wikidata |
|        | Masia la Mambla          | Orís     | masia        | Estil: arquitectura popular              | 42° 04′ 21″ N, 2° 14′ 18″ E / 42.072524°N,2.238405°E                                             | bé integrant del patrimoni cultural català | Masia la Mambla     | Modifica les dades a Wikidata |
|        | Noguereda                | Orís     | masia        |                                          | 42° 03′ 44″ N, 2° 12′ 23″ E / 42.0621552496576°N,2.20631884321203°E                              |                                            |                     | Modifica les dades a Wikidata |
|        | Planàs                   | Orís     | masia        |                                          | 42° 04′ 38″ N, 2° 13′ 25″ E / 42.0771711523631°N,2.22374575726625°E                              |                                            |                     | Modifica les dades a Wikidata |
|        | Puigdemalla              | Orís     | masia        |                                          | 42° 02′ 49″ N, 2° 12′ 48″ E / 42.046875094786°N,2.21342082447024°E                               |                                            |                     | Modifica les dades a Wikidata |
|        | Saderra                  | Orís     | masia        | Estil: arquitectura popular              | 42° 05′ 07″ N, 2° 14′ 25″ E / 42.085239°N,2.240188°E                                             | bé integrant del patrimoni cultural català |                     | Modifica les dades a Wikidata |
|        | Serinanell               | Orís     | masia        | Estil: arquitectura popular              | 42° 02′ 45″ N, 2° 12′ 11″ E / 42.045838°N,2.203063°E                                             | bé integrant del patrimoni cultural català |                     | Modifica les dades a Wikidata |
|        | Serinyà                  | Orís     | masia        |                                          | 42° 03′ 17″ N, 2° 11′ 47″ E / 42.0547723982368°N,2.19631982449649°E                              |                                            |                     | Modifica les dades a Wikidata |
|        | Teuleria de Vilanova     | Orís     | masia        |                                          | 42° 03′ 43″ N, 2° 11′ 48″ E / 42.0620619764694°N,2.1967959580107°E                               |                                            |                     | Modifica les dades a Wikidata |
|        | Torrecans                | Orís     | masia        |                                          | 42° 03′ 22″ N, 2° 14′ 05″ E / 42.0559811506217°N,2.23480804658276°E                              |                                            |                     | Modifica les dades a Wikidata |
|        | Vilanova                 | Orís     | masia        |                                          | 42° 03′ 47″ N, 2° 11′ 51″ E / 42.0631652354987°N,2.19743472659167°E                              |                                            |                     | Modifica les dades a Wikidata |
|        | el Callís                | Orís     | masia        |                                          | 42° 03′ 40″ N, 2° 14′ 53″ E / 42.0610042652766°N,2.24805460540563°E                              |                                            |                     | Modifica les dades a Wikidata |
|        | el Campàs                | Orís     | masia        |                                          | 42° 02′ 39″ N, 2° 11′ 52″ E / 42.044230766913°N,2.1977740446446°E                                |                                            |                     | Modifica les dades a Wikidata |
|        | el Collell               | Orís     | masia        |                                          | 42° 05′ 13″ N, 2° 13′ 56″ E / 42.0870807492661°N,2.23214918720667°E                              |                                            |                     | Modifica les dades a Wikidata |
|        | el Martí                 | Orís     | masia        |                                          | 42° 03′ 30″ N, 2° 13′ 03″ E / 42.0584399448522°N,2.21744767049931°E                              |                                            |                     | Modifica les dades a Wikidata |
|        | el Molinot               | Orís     | masia        |                                          | 42° 04′ 15″ N, 2° 11′ 38″ E / 42.0706964284099°N,2.19383434064416°E                              |                                            |                     | Modifica les dades a Wikidata |
|        | el Pla de Callís         | Orís     | masia        |                                          | 42° 03′ 19″ N, 2° 14′ 24″ E / 42.055325410089°N,2.2399318078697°E                                |                                            |                     | Modifica les dades a Wikidata |
|        | el Pontarró              | Orís     | masia        |                                          | 42° 04′ 01″ N, 2° 12′ 42″ E / 42.0669109776739°N,2.21159009462332°E                              |                                            |                     | Modifica les dades a Wikidata |
|        | el Prat                  | Orís     | masia        |                                          | 42° 03′ 16″ N, 2° 14′ 50″ E / 42.054472628062°N,2.2471928639165°E                                |                                            |                     | Modifica les dades a Wikidata |
|        | el Soler                 | Orís     | masia        |                                          | 42° 05′ 04″ N, 2° 14′ 20″ E / 42.0843432406104°N,2.23897711161736°E                              |                                            |                     | Modifica les dades a Wikidata |
|        | els Bacs                 | Orís     | masia        |                                          | 42° 02′ 57″ N, 2° 13′ 08″ E / 42.04922728385°N,2.21891415873388°E                                |                                            |                     | Modifica les dades a Wikidata |
|        | l'Espona                 | Orís     | masia        |                                          | 42° 04′ 40″ N, 2° 13′ 58″ E / 42.07778889°N,2.23289444°E                                         |                                            |                     | Modifica les dades a Wikidata |
|        | l'Hostalot               | Orís     | masia        |                                          | 42° 04′ 43″ N, 2° 14′ 21″ E / 42.0786705841073°N,2.23918997155316°E                              |                                            |                     | Modifica les dades a Wikidata |
|        | l'Oriol                  | Orís     | masia        |                                          | 42° 03′ 12″ N, 2° 12′ 06″ E / 42.0533866907608°N,2.20166665124143°E                              |                                            |                     | Modifica les dades a Wikidata |
|        | la Casa Nova de l'Espona | Orís     | masia        |                                          | 42° 04′ 39″ N, 2° 14′ 02″ E / 42.0775729238863°N,2.23394423447639°E                              |                                            |                     | Modifica les dades a Wikidata |
|        | la Casa Nova del Castell | Orís     | masia        |                                          | 42° 03′ 41″ N, 2° 13′ 26″ E / 42.0612842261885°N,2.22381843767999°E                              |                                            |                     | Modifica les dades a Wikidata |
|        | la Caseta                | Orís     | masia        |                                          | 42° 05′ 03″ N, 2° 13′ 41″ E / 42.0841435112168°N,2.22795291304302°E                              |                                            |                     | Modifica les dades a Wikidata |
|        | la Clau                  | Orís     | masia        |                                          | 42° 04′ 04″ N, 2° 11′ 25″ E / 42.0676548560583°N,2.1903674769165°E                               |                                            |                     | Modifica les dades a Wikidata |
|        | la Coma                  | Orís     | masia        | Estil: arquitectura popular 17th century | 42° 03′ 33″ N, 2° 13′ 09″ E / 42.05908°N,2.219252°E ca:A 150 m de l'església parroquial 685 msnm | bé integrant del patrimoni cultural català | La Coma (Orís)      | Modifica les dades a Wikidata |
|        | la Coma de Saderra       | Orís     | masia        |                                          | 42° 05′ 30″ N, 2° 16′ 23″ E / 42.0916874777953°N,2.27292828431124°E                              |                                            |                     | Modifica les dades a Wikidata |
|        | la Cortada               | Orís     | masia        |                                          | 42° 03′ 26″ N, 2° 14′ 49″ E / 42.0571778041717°N,2.24687911990439°E                              |                                            |                     | Modifica les dades a Wikidata |
|        | la Creu                  | Orís     | masia        |                                          | 42° 03′ 26″ N, 2° 12′ 13″ E / 42.0571831081118°N,2.20363736833269°E                              |                                            |                     | Modifica les dades a Wikidata |
|        | la Font de Conangle      | Orís     | masia        |                                          | 42° 03′ 30″ N, 2° 14′ 58″ E / 42.0583016688717°N,2.24933131361748°E                              |                                            |                     | Modifica les dades a Wikidata |
|        | la Lladrera              | Orís     | masia        |                                          | 42° 03′ 15″ N, 2° 13′ 19″ E / 42.0541651080463°N,2.22189904188466°E                              |                                            |                     | Modifica les dades a Wikidata |
|        | la Parrelleta            | Orís     | masia        |                                          | 42° 03′ 33″ N, 2° 14′ 54″ E / 42.0590963823729°N,2.2482825741362°E                               |                                            |                     | Modifica les dades a Wikidata |
|        | la Portella              | Orís     | masia        | Estil: arquitectura popular              | 42° 04′ 58″ N, 2° 12′ 31″ E / 42.082654°N,2.208473°E                                             | bé integrant del patrimoni cultural català |                     | Modifica les dades a Wikidata |
|        | la Tartera               | Orís     | masia        |                                          | 42° 05′ 09″ N, 2° 14′ 49″ E / 42.0858271590439°N,2.24684262792184°E                              |                                            |                     | Modifica les dades a Wikidata |
|        | la Terrada               | Orís     | masia        |                                          | 42° 02′ 26″ N, 2° 11′ 35″ E / 42.040594636582°N,2.1929869193285°E                                |                                            |                     | Modifica les dades a Wikidata |
|        | la Torre                 | Orís     | masia        |                                          | 42° 04′ 23″ N, 2° 12′ 10″ E / 42.0729563823677°N,2.20276326025149°E                              |                                            |                     | Modifica les dades a Wikidata |
|        | les Feixes               | Orís     | masia        |                                          | 42° 02′ 57″ N, 2° 11′ 33″ E / 42.049269965188°N,2.19254650173746°E                               |                                            |                     | Modifica les dades a Wikidata |
|        | les Ribes                | Orís     | masia        |                                          | 42° 03′ 35″ N, 2° 14′ 59″ E / 42.0598349467854°N,2.24966374661321°E                              |                                            |                     | Modifica les dades a Wikidata |
|        | les Sales                | Orís     | masia        |                                          | 42° 04′ 27″ N, 2° 12′ 36″ E / 42.0741856997406°N,2.20991644768239°E                              |                                            |                     | Modifica les dades a Wikidata |
|        | les Valls                | Orís     | masia        | Estat: ruïnós                            | 42° 05′ 24″ N, 2° 15′ 48″ E / 42.089968°N,2.263288°E 718 msnm                                    |                                            | Les Valls (Orís)    | Modifica les dades a Wikidata |

## muntanya
| imatge | Nom               | Ubicat a                                         | instància de | Detalls | coordenades                                                   | Protecció | Commons (més fotos)      | Dades a WD                    |
| ------ | ----------------- | ------------------------------------------------ | ------------ | ------- | ------------------------------------------------------------- | --------- | ------------------------ | ----------------------------- |
|        | Puig les Còpies   | les Masies de Voltregà Orís                      | muntanya     |         | 42° 03′ 02″ N, 2° 13′ 41″ E / 42.0506°N,2.22816°E 681.1 msnm  |           |                          | Modifica les dades a Wikidata |
|        | Puigdemalla       | les Masies de Voltregà Orís                      | muntanya     |         | 42° 02′ 46″ N, 2° 12′ 57″ E / 42.046°N,2.21594°E 692.8 msnm   |           |                          | Modifica les dades a Wikidata |
|        | Puiglafont        | Orís                                             | muntanya     |         | 42° 03′ 24″ N, 2° 12′ 54″ E / 42.0568°N,2.21513°E 716.9 msnm  |           |                          | Modifica les dades a Wikidata |
|        | Serrat Alt        | Sant Pere de Torelló Orís                        | muntanya     |         | 42° 04′ 49″ N, 2° 15′ 34″ E / 42.080405°N,2.259536°E 830 msnm |           |                          | Modifica les dades a Wikidata |
|        | Serrat des Plans  | Orís                                             | muntanya     |         | 42° 03′ 44″ N, 2° 12′ 11″ E / 42.0622°N,2.20315°E 722.1 msnm  |           |                          | Modifica les dades a Wikidata |
|        | Turó de Comadebò  | Sant Vicenç de Torelló Orís                      | muntanya     |         | 42° 04′ 14″ N, 2° 14′ 50″ E / 42.0706°N,2.24723°E 695.7 msnm  |           |                          | Modifica les dades a Wikidata |
|        | Turó de la Caseta | Orís                                             | muntanya     |         | 42° 04′ 56″ N, 2° 13′ 30″ E / 42.0822°N,2.2249°E 625.6 msnm   |           |                          | Modifica les dades a Wikidata |
|        | els Tres Batlles  | Sant Vicenç de Torelló Sant Pere de Torelló Orís | muntanya     |         | 42° 04′ 54″ N, 2° 15′ 46″ E / 42.081689°N,2.262669°E 805 msnm |           | Els Tres Batlles (Osona) | Modifica les dades a Wikidata |

## pont
| imatge | Nom              | Ubicat a                    | instància de | Detalls            | coordenades                                                                                   | Protecció | Commons (més fotos) | Dades a WD                    |
| ------ | ---------------- | --------------------------- | ------------ | ------------------ | --------------------------------------------------------------------------------------------- | --------- | ------------------- | ----------------------------- |
|        | Pont Vell        | Orís                        | pont         |                    | 42° 04′ 26″ N, 2° 13′ 23″ E / 42.073771497013°N,2.22312231471931°E                            |           |                     | Modifica les dades a Wikidata |
|        | Pont de Bajalou  | Orís                        | pont         |                    | 42° 04′ 26″ N, 2° 13′ 35″ E / 42.0737927294873°N,2.22626508831683°E                           |           |                     | Modifica les dades a Wikidata |
|        | Pont de Borgonyà | Orís Sant Vicenç de Torelló | pont         | 1955 Travessa: Ter | 42° 03′ 56″ N, 2° 14′ 15″ E / 42.0655276756657°N,2.23746134287137°E ca:Ctra. BV-5626, km. 0,1 |           |                     | Modifica les dades a Wikidata |
|        | Pont de Fusta    | Orís                        | pont         |                    | 42° 02′ 31″ N, 2° 11′ 04″ E / 42.0418549097202°N,2.18452094222166°E                           |           |                     | Modifica les dades a Wikidata |

## serra
| imatge | Nom               | Ubicat a                  | instància de | Detalls | coordenades                                         | Protecció | Commons (més fotos) | Dades a WD                    |
| ------ | ----------------- | ------------------------- | ------------ | ------- | --------------------------------------------------- | --------- | ------------------- | ----------------------------- |
|        | Serra de Bescanó  | Orís                      | serra        |         | 42° 04′ 59″ N, 2° 11′ 57″ E / 42.082925°N,2.19925°E |           |                     | Modifica les dades a Wikidata |
|        | serra de Bellmunt | Orís Sant Pere de Torelló | serra        |         | 42° 05′ 40″ N, 2° 16′ 03″ E / 42.0945°N,2.267475°E  |           | Serra de Bellmunt   | Modifica les dades a Wikidata |

## Misc
| imatge | Nom                                   | Ubicat a | instància de       | Detalls                                  | coordenades                                                                       | Protecció                                            | Commons (més fotos)       | Dades a WD                    |
| ------ | ------------------------------------- | -------- | ------------------ | ---------------------------------------- | --------------------------------------------------------------------------------- | ---------------------------------------------------- | ------------------------- | ----------------------------- |
|        | Colònia Imbern                        | Orís     | nucli de població  | Estil: arquitectura moderna 1879         | 42° 03′ 21″ N, 2° 14′ 39″ E / 42.0558°N,2.24412°E 510 msnm                        | bé cultural d'interès local                          | Colònia Imbern            | Modifica les dades a Wikidata |
|        | Forn de calç de les Balmes de Serinyà | Orís     | forn de calç       | Estil: arquitectura popular              |                                                                                   | bé integrant del patrimoni cultural català           |                           | Modifica les dades a Wikidata |
|        | Molí de les Feixes                    | Orís     | molí d'aigua       | Estil: arquitectura popular              | 42° 02′ 51″ N, 2° 11′ 28″ E / 42.047613°N,2.191035°E                              | bé integrant del patrimoni cultural català           |                           | Modifica les dades a Wikidata |
|        | Polígon industrial Colònia la Mambla  | Orís     | polígon industrial |                                          | 42° 04′ 25″ N, 2° 14′ 28″ E / 42.0736039034438°N,2.24114839123432°E               |                                                      |                           | Modifica les dades a Wikidata |
|        | Posta d'Orís                          | Orís     | rectoria           | Estil: arquitectura popular 18th century | 42° 03′ 35″ N, 2° 13′ 14″ E / 42.05979°N,2.22055°E ca:Al peu del castell 710 msnm | bé integrant del patrimoni cultural català           | Posta d'Orís              | Modifica les dades a Wikidata |
|        | Puig de la Guàrdia                    | Orís     | fortalesa          |                                          | 42° 03′ 39″ N, 2° 13′ 12″ E / 42.060815°N,2.220074°E                              | bé d'interès cultural bé cultural d'interès nacional | Puig de la Guàrdia (Orís) | Modifica les dades a Wikidata |
|        | casa consistorial d'Orís              | Orís     | casa consistorial  |                                          | 42° 03′ 29″ N, 2° 14′ 20″ E / 42.0580586°N,2.2389304°E                            |                                                      |                           | Modifica les dades a Wikidata |